# Vichy Célestins
Vichy Célestins – naturalnie nasycona dwutlenkiem węgla woda mineralna. Wypływa w stałej temperaturze 17,3°C ze źródła Les Célestins w Vichy we Francji, w departamencie Allier (region Owernia). Zawiera sód, wapń, siarczany, potas, magnez, fluor.

## Skład poszczególnych jonów
| Składniki             | Zawartość mg/l |
| --------------------- | -------------- |
| wapń (Ca2+)           | 103            |
| magnez (Mg2+)         | 10             |
| sód (Na+)             | 1172           |
| potas (K+)            | 66             |
| wodorowęglany (HCO−3) | 3025           |
| siarczany (SO2−4)     | 138            |
| chlorki (Cl−)         | 235            |
| fluorki (F−)          | 5              |
| osad suchy w 180°C    | 3325           |
| pH                    | 6,8            |